# 泽斯塔波尼足球俱乐部
泽斯塔波尼足球俱乐部是格鲁吉亚泽斯塔波尼市的一个足球俱乐部，成立于2004年6月18日。现在参加格鲁吉亚足球乙级联赛。

## 荣誉
- 格魯吉亞足球超级联赛:

- 冠军 (2) - 2010-11, 2011-12

- 格魯吉亞盃:

- 冠军 (1) - 2008

- 格魯吉亞超級盃:

- 冠军 (1) - 2011